# Megachile pilicrus
Megachile pilicrus là một loài Hymenoptera trong họ Megachilidae. Loài này được Morawitz mô tả khoa học năm 1877.